# 勒哈格瓦图高·恩赫丽伦
勒哈格瓦图高·恩赫丽伦（1998年12月28日—），蒙古女子柔道运动员，2022年世界柔道锦标赛女子57公斤级铜牌得主、2023年世界柔道锦标赛女子57公斤级铜牌得主。